# Kalevi Laitinen
Kalevi Laitinen (Kotka, Finlandia, 19 de mayo de 1918-Kotka, 6 de enero de 1997) fue un gimnasta artístico finlandés, campeón olímpico en Londres 1948 en el concurso por equipos.

## Carrera deportiva
Su mayor triunfo fue conseguir el oro en los JJ. OO. de Londres 1948 en equipos, por delante de suizos y húngaros.
Cuatro años después consigue la medalla de bronce en las Olimpiadas de Helsinki 1952 en el concurso por equipos, quedando en el podio tras los soviéticos y suizos, y siendo sus compañeros de equipo: Paavo Aaltonen, Onni Lappalainen, Kaino Lempinen, Berndt Lindfors, Olavi Rove, Heikki Savolainen y Kalevi Viskari.